# 2016年のテレビ番組一覧 (日本)
2016年のテレビ番組一覧（2016ねんのテレビばんぐみいちらん）
本項では、2016年に日本国内で放送開始、もしくは放送終了したテレビ番組をまとめる。

## 報道・情報番組

### 終了番組

#### 2 - 3月
- 2月26日
  - 東北Z（NHK仙台放送局 / NHK総合・東北地域）[注 1]
  - 特報フロンティア（NHK福岡放送局 / NHK総合・九州沖縄地域）

3月
- 16日 - ためしてガッテン（NHK総合）※改題・リニューアルに伴う
- 17日
  - クローズアップ現代（NHK総合）※枠移動・改題・キャスター交代に伴う
  - さらさらサラダ石川（NHK金沢放送局 / NHK総合）
- 18日
  - しこく8（NHK松山放送局 / NHK総合・四国地域）[注 1]
  - きん☆すた（NHK福岡放送局 / NHK総合・九州沖縄地域）[注 1]
- 20日 - 情報まるごとキッチン（BS日テレ）
- 25日
  - SUPER jumpin'（秋田テレビ）
  - Nスタ新潟（新潟放送）
  - ゆうがたLIVE ワンダー（関西テレビ）※改題・リニューアルに伴う
  - 京bizS（KBS京都）※改題・リニューアルに伴う
  - 2時コレ!しっとぉ!?（サンテレビ）
  - こうちeye+（高知放送）
  - 週末ランキング チカバケ!（TVQ九州放送）
- 26日
  - 田勢康弘の週刊ニュース新書（テレビ東京）
  - マネーの羅針盤（テレビ東京）
  - Do!ろーかる（テレビ北海道）
  - ドミソラ（福島放送）※改題・リニューアルに伴う
  - どうする?東京（TOKYO MX1）
  - ほほ笑みチャンネル（長野放送）
  - 土曜はドキドキ（北陸朝日放送）
- 27日
  - ワッチミー!TV×TV（26日深夜、BSフジ）
  - サンデースクランブル（テレビ朝日）
  - 産経テレニュースFNN（フジテレビ）
- 28日 - あるあるセブン（宮崎放送）
- 30日 - 西川きよしのおしゃべりあるき目です（朝日放送）※改題・リニューアルに伴う
- 31日
  - ママモコモてれび（日本テレビ）
  - ありがとッ!（tvk）
  - まるごとかごしま ゆうテレ!（鹿児島テレビ）

#### 4月
- 1日
  - NEWS WEB（NHK総合）
  - 岡山ニュースもぎたて!（NHK岡山放送局 / NHK総合）※改題・リニューアルに伴う
  - やまぐち845（NHK山口放送局 / NHK総合）
  - いよ×イチ（NHK松山放送局 / NHK総合）
  - こうち情報いちばん（NHK高知放送局 / NHK総合）※改題・リニューアルに伴う
  - チャージ730!（テレビ東京）※枠移動・リニューアルに伴う[1]
  - L4 YOU!プラス（テレビ東京）
  - 解決スイッチ（テレビ東京）
  - NEWSとちぎの朝（とちぎテレビ）※改題・リニューアルに伴う
  - イブニング6（とちぎテレビ）
  - ニュースワイド21（とちぎテレビ）
  - ごごたま（テレビ埼玉）
  - バリはやッ!（福岡放送）※枠拡大・改題・リニューアルに伴う
  - キャッチ!世界の視点（NHK BS1）※改題・リニューアルに伴う
  - 報道ライブ21 INsideOUT（BS11）※枠移動・改題・リニューアルに伴う
  - 宮崎美子のすずらん本屋堂（BS11）
- 2日
  - あしたのニュース（1日深夜、フジテレビ）[2]
  - 昼まで待てない!（メ〜テレ）※改題・リニューアルに伴う
  - 報道センターNBC（長崎放送）
- 3日 - NHKとっておきサンデー（NHK総合）

#### 5 - 8月
- 7月9日 - 淳と隆の週刊リテラシー（TOKYO MX1） ※タイトルにもなっている上杉隆の2016年東京都知事選挙出馬→後に降板に伴い[3]

#### 9月
- 2日 - tysスーパー編集局（テレビ山口）
- 16日 - 3時は!ららら♪（信越放送）
- 24日
  - MRTニュース サタデーNext（宮崎放送）
  - 東京クラッソ!（TOKYO MX1）※改題・リニューアルに伴う
  - 華大の知りたい!サタデー（BSフジ）
- 25日
  - よ〜いドン!サンデー（関西テレビ）※枠移動に伴う[4]
  - 綾小路きみまろの人生ひまつぶし（テレビ大阪）
- 30日
  - L4 YOU!（テレビ東京）全国ネット撤退（関東ローカル降格で継続）
  - TUF NEWS LIVE スイッチ!（テレビユー福島）
  - ぽじポジたまご（KBS京都）
  - もくよう☆アプリ（北海道放送、29日深夜）

#### 10 - 11月
- 10月1日 - どさんこワイドひる（札幌テレビ放送）
- 10月2日 - こんやのニュース（フジテレビ）
- 11月4日 - NEWSアンサー（テレビ東京）

### 開始番組

#### 1月
- 2日 - 霞が関からお知らせします2016（BS日テレ）[5]
- 4日 - 早起き日経+FT（BSジャパン）
- 13日（12日深夜） - 映画MANIA（東海テレビ）[6]

#### 3月
- 28日
  - 先出し!NEWS23（TBS）
  - BSN NEWS ゆうなび（新潟放送）
  - みんなのニュース ワンダー（関西テレビ）※改題・リニューアル
  - ウォッチ@24（RKB毎日放送）

#### 4月
- 1日
  - 京bizX（KBS京都）※改題・リニューアル
  - やまぐち情報ワイド やるっチャ!（テレビ山口）
  - eye+スーパー（高知放送）
- 2日
  - FNNスピークWeekend（フジテレビ）
  - スイッチン!（テレビ北海道）[7]
  - ドミソラ2（福島放送）※改題・リニューアル
  - 日経FTサタデー9（BSジャパン）
- 3日
  - 超特急のふじびじスクール!（フジテレビ）[8]
  - dai-docoro☆パスタ（毎日放送）[9]
- 4日
  - クローズアップ現代+（NHK総合）※枠移動し改題、リニューアル
  - ニュースチェック11（NHK総合）
  - もぎたて!（NHK岡山放送局 / NHK総合）※改題・リニューアル
  - 情報維新!やまぐち845（NHK山口放送局 / NHK総合）
  - ひめポン!（NHK松山放送局 / NHK総合）[10]
  - こうちいちばん（NHK高知放送局 / NHK総合）※改題・リニューアル
  - モーニングチャージ!（テレビ東京）※枠移動し改題、リニューアル[1]
  - なるほどストリート（テレビ東京）
  - ユアタイム〜あなたの時間〜（フジテレビ）[2]
  - げつ→きん420（秋田テレビ）
  - おはよう!とちぎの朝（とちぎテレビ）※改題・リニューアル
  - 5じはんLIVE @home（とちぎテレビ）
  - とちテレニュース LIFE（とちぎテレビ）
  - マチコミ（テレビ埼玉）
  - ニュース女子（TOKYO MX）[11]
  - 猫のひたいほどワイド（tvk）
  - 2時はどきどき5ch（北陸朝日放送）
  - きよし・黒田の今日もへぇーほぉー（朝日放送）※改題・リニューアル
  - バリはやッ!ZIP!（福岡放送）※枠拡大し改題、リニューアル
  - Nスタ プラス長崎（長崎放送）
  - かごニュー（鹿児島テレビ）
  - キャッチ!世界のトップニュース（NHK BS1）※改題・リニューアル
- 9日
  - サタミンエイト (Saturmin+8)（tvk）[12]
  - PUSH☆（長野放送）
  - デルサタ（メ〜テレ）
  - 昼まで待てない! いいコト聞いた（メ〜テレ）※改題・リニューアル
  - 午後キュン（サンテレビ）
- 10日
  - どーも、NHK（NHK総合）
  - 北海道LOVEテレビ（NHK札幌放送局 / NHK総合・北海道地域）[注 1]
  - 田村淳のBUSINESS BASIC（BSジャパン）[13]
- 13日 - ガッテン!（NHK総合）※改題・リニューアル
- 17日 - データで解析!サンデージャーナル（テレビ愛知）[14][15]
- 22日 - なるほど 実感報道ドドド!（NHK福岡放送局 / NHK総合・九州沖縄地域）
- 23日 - ひろしま深掘りライブ フロントドア（広島ホームテレビ）[16]
- 24日 - 日曜Tube（NHK名古屋放送局 / NHK総合・東海北陸地域）[注 1]
- 29日 - 知りたい!濃く!Discover四国（NHK松山放送局 / NHK総合・四国地域）[注 1]
- 30日 - DO YOU?サタデー（BSフジ）

#### 5 - 7月
- 5月13日 - フカナビ!オオイタ（NHK大分放送局 / NHK総合）
- 5月14日 - 帰ってきたガチャダラポンTV（13日深夜、岩手めんこいテレビ）

7月
- 5日 - 旬菜の恵 〜大地からの希少な贈りもの〜（テレビ東京）[17]
- 7日 - タビフク。（TBS）[18]

#### 9 - 11月
- 9月5日 - tysニュースタイム（テレビ山口）

10月
- 1日
  - NNNストレイトニュース&チャンネル4（南海放送）※改題・リニューアル
  - バリはやッ!サタデー（福岡放送）
  - よ〜いドン!サタデー（関西テレビ）※枠移動し改題[4]
  - 報道LIVE トコトン（宮崎放送）
  - 田村淳の訊きたい放題!（TOKYO MX1）
- 2日
  - 丸の内小町（テレビ朝日）[19]
  - 東京クラッソ!NEO（TOKYO MX1）※改題・リニューアル
- 3日
  - ユアタイム（フジテレビ）※改題・リニューアル
  - どさんこワイド朝（札幌テレビ放送）※改題・リニューアル
  - Nスタふくしま（テレビユー福島）
  - ずくだせテレビ（信越放送）
  - ひるキュン!（TOKYO MX1）
  - おやかまっさん（KBS京都）
- 5日 - ユアタイム クイック（フジテレビ）
- 6日（5日深夜） - さつログ（北海道放送）[注 2][20]
- 7日 
  - チャオっ!（札幌テレビ放送）[注 2]
  - ぐっと（中京テレビ）
- 8日 - プライムニュース SUPER（BSフジ）
- 13日（12日深夜） - ロクメシ〜六本木メディアシティ宣言〜（テレビ朝日）[21]
- 21日 - トレンド☆サプリ（札幌テレビ放送）[22]

11月
- 7日 - ゆうがたサテライト（テレビ東京）[23]
- 26日 - 東京とんかつ会議（BS-TBS）[24]

### 期間限定番組
- 1月18日（17日深夜） - 6月20日(19日深夜)、にちよるなま NOWOOO!（北海道文化放送）
- 4月3日 - 9月25日、＃モデる（テレビ朝日）[25]
- 4月4日 - 9月30日、イキイキ元気TV（BS日テレ）[26]
- 4月4日 - 22日、報道ライブ MOVE UP22（BS11）※枠移動し改題、リニューアル
- 7月2日 - 9月3日、築地まるかじり（テレビ東京）[27]
- 7月9日 - 9月24日[28]、週刊リテラシー（TOKYO MX1）※改題・リニューアル[3]
- 7月14日（13日深夜） - 8月25日（24日深夜）、美マッスル on the Beach〜いい女をつくる夏・2016〜（テレビ東京）[29]

### 再開番組
- 4月3日 - 、FNNニュース（フジテレビ）
- 4月25日 - 、報道ライブ INsideOUT（BS11）※再改題、第2シリーズ開始
- 10月3日 - ほっかいどう情熱市場（札幌テレビ放送）※どさんこワイドひる終了に伴う、再単独番組化

## 教養・ドキュメンタリー・通販番組

### 終了番組

#### 1 - 2月
- 1月8日 - キズナのチカラ（BS日テレ）
- 2月12日 - キッチンが走る!（NHK総合・関東甲信越地域）レギュラー放送終了[注 3]
- 2月19日 - ドキュメント 挑（NHK大分放送局 / NHK総合）
- 2月28日 - 工場へ行こう! 〜ヒット商品誕生物語〜（テレビ愛知）

#### 3 - 5月
3月
- 16日 - 世界入りにくい居酒屋 Season2（NHK BSプレミアム）
- 17日
  - できた できた できた（NHK Eテレ）
  - 世界温泉遺産 〜神秘の力を訪ねて〜（BS日テレ）
- 25日 - 週刊!大学生活図鑑（BS日テレ）
- 26日
  - 森崎博之のあぐり王国北海道（北海道放送）※改題・リニューアルに伴う
  - 地球紀行（BS朝日）
  - 日経みんなの経済教室（BSジャパン）
  - Table of Dreams〜夢の食卓〜（BSフジ）
- 27日
  - 上質の地図（26日深夜、テレビ朝日）
  - 趣味の園芸ビギナーズ（NHK Eテレ）
  - for〜もう1人の主人公〜（テレビ朝日）
  - 夢の扉+（TBS）
  - ★列車に乗って（RKB毎日放送 / e-JNN[注 4]）
  - テレビ日経おとなのOFF（BSジャパン）
- 28日
  - 達人道（千葉テレビ放送）
  - 出発!気ままに趣味旅（BSジャパン）
  - 聞きこみ!ローカル線 気まぐれ下車の旅（BSジャパン）※改題・リニューアルに伴う
- 29日
  - タビノイロ。〜旅美人への手紙〜（フジテレビ）
  - 悠久への旅 とっておきの京都（BS朝日）
  - まさはる君が行く!ポチたまペットの旅（BSジャパン）※改題・リニューアルに伴う
- 30日
  - 世界で一番美しい瞬間（NHK BSプレミアム）
  - 黒柳徹子のコドモノクニ（BS朝日）
- 31日
  - ママ大好き!（日本テレビ）
  - ウエディングステージ（TBS）
  - Beeミュージアム〜ミツバチのいる風景〜（テレビ東京）※改題・リニューアルに伴う
  - ごごネタ!（CBCテレビ）
  - 世界水紀行（BS日テレ）[30]
- 4月1日
  - フックブックロー（NHK Eテレ）
  - 課外授業 ようこそ先輩（NHK Eテレ）
  - 円楽の大江戸なんでも番付（BS朝日）

#### 5 - 7月
- 5月25日 - 白石美帆の一合一会（BSフジ）
- 7月1日 - 合格モーニング!（テレビ東京）

#### 9月
- 20日 - 厳選!2時間さんぽ道（BS日テレ）
- 23日 - イチオシ!2泊3日の旅（BS日テレ）
- 25日
  - ドラGO!（テレビ東京）
  - 久米書店 〜ヨクわかる!話題の一冊〜（BS日テレ）※改題・リニューアルに伴う
  - 関口宏の人生の詩（BS-TBS）
- 26日 - 未来シティ研究所（テレビ東京）[31]
- 27日
  - オトナの社会科見学（BS朝日）
  - ニッポン百年食堂（BSフジ）

#### 12月
- 25日 - 話題の医学（テレビ東京）[32]

### 開始番組

#### 1月
- 11日 - せいこうの歴史再考（BS12 トゥエルビ）
- 15日 - ON&OFF（BS日テレ）

#### 4月
- 2日
  - ライオンのグータッチ（フジテレビ）
  - あぐり王国北海道NEXT（北海道放送）※改題・リニューアル
- 3日
  - 趣味の園芸グリーンスタイル（NHK Eテレ）※リニューアル
  - マチュアライフ北海道（テレビ北海道）
  - 竹内大樹の爆釣り!?FISHパレード（山陽放送）[33]
  - 新 窓をあけて九州（RKB毎日放送 / e-JNN[注 4]）
- 4日
  - コレナンデ商会（NHK Eテレ）
  - テストの花道 ニューベンゼミ（NHK Eテレ）※リニューアル
  - 歴史の道 歩き旅（テレビ東京）[1]
  - 出発!ローカル線 聞きこみ発見旅（BSジャパン）※改題・リニューアル
- 5日 - で〜きた（NHK Eテレ）
- 6日 - カテイカ（NHK Eテレ）
- 7日
  - あなたは今幸せですか?（テレビ朝日）[34]
  - Beeワールド（テレビ東京）※改題・リニューアル
  - 開運!なんでも鑑定団 極上!お宝サロン（BSジャパン）[35]
  - 憧れの名店 〜夢と音の多重奏〜（BSジャパン）
- 10日 - どちゃもん あさめしまえ（NHK Eテレ）
- 11日 - ワタシが日本に住む理由（BSジャパン）[36]
- 12日
  - 京都ぶらり歴史探訪（BS朝日）
  - まさはる君が行く!ポチたまペット大集合（BSジャパン）※改題・リニューアル
- 13日 - 世界の文学がわかる!あらすじ名作劇場（BS朝日）[37]
- 16日
  - 極上ライフ おとなの秘密基地（テレビ愛知）[15]
  - 工場へ行こうpartII AMAZING FACTORY（テレビ愛知）※改題・リニューアル[15]

#### 5 - 8月
- 5月8日 - アサタビ!（NHK福岡放送局 / NHK総合・九州沖縄地域）
- 6月23日 - 巷のonちゃん(北海道テレビ放送)[38]
- 7月5日 - 中村雅俊が行く 伊達な海道紀行 〜みやぎの"旨い"に出逢う旅〜（TBS）
- 8月6日 - 燃える男 中畑清の1・2・3絶好調（千葉テレビ放送）[39]

#### 10月
- 3日 - おびゴハン!（TBS）
- 5日
  - ねほりんぱほりん（NHK Eテレ）[40]
  - ザックリTV（TBS）[41]
- 7日 - 久米書店midhigit〜夜の本の虫〜（BS日テレ）※改題・リニューアル
- 8日
  - 夢の鍵（BS-TBS）[42]
  - 関口宏ニッポン風土記（BS-TBS）
- 12日 - ふらり親子旅（BS-TBS）
- 13日 - 夫婦再旅（BS日テレ）
- 17日 - ピンチで学ぶビジネス英語（BSジャパン）[43]

#### 11 - 12月
- 11月13日 - 日本遺産（BS-TBS）[44]

### 期間限定番組
- 1月10日 - 9月25日、11月12日、極上!旅のススメ（テレビ朝日）
- 2月19日（18日深夜） - 3月18日（17日深夜）、10月28日(27日深夜) - 12月2日（1日深夜）、乃木坂46 橋本奈々未の恋する文学（北海道文化放送）
- 3月28日 - 7月22日（春の旅）、9月26日 - 12月23日（秋の旅）、にっぽん縦断 こころ旅（NHK BSプレミアム）
- 4月6日 - 7月27日、ふるカフェ系 ハルさんの休日（NHK Eテレ）第1シリーズ
- 4月8日 - 6月24日、ご本、出しときますね?（BSジャパン）[45]
- 4月29日（28日深夜） - 9月1日（8月31日深夜）、10月27日（26日深夜）、セノビタビ。（フジテレビ）[46]月1回、全6回
- 7月6日 - 20日、ナツ旅!おもしろ夫婦（テレビ東京）全3回
- 7月8日 - 9月23日、Thunderbolt Fantasy 東離劍遊紀（TOKYO MX・BS11）全12回
- 10月12日 - 2017年2月、カガクノミカタ(NHK Eテレ)全10回
- 10月13日 - 2017年3月予定、しまった!〜情報活用スキルアップ〜(NHK Eテレ)全10回

### 再開番組
- 1月3日 - 3月27日、GO!Hokkaido タビノバ 〜トンネルを抜けて、自由な未来へ!〜（TBS）
- 3月3日・10日・17日・24日（シーズン2）、9月15日・22日・29日・10月6日（シーズン3）、浦沢直樹の漫勉（NHK Eテレ）[47]
- 4月2日 - 9月、ちば見聞録（第3期）（千葉テレビ放送）
- 4月4日 - 、グレーテルのかまどSecond Season（NHK Eテレ）
- 6月9日 - 、所さん!大変ですよ（NHK総合）第2シリーズ
- 7月7日 - 、オレゴンを歩く SEASON3 PORTLAND LIFE（テレビ東京）[48]
- 10月13日 - 2017年3月23日、世界入りにくい居酒屋 Season3（NHK BSプレミアム）

## スポーツ番組

### 終了番組
3月
- 15日 - めざせ!2020年のオリンピアン/パラリンピアン（NHK総合）
- 20日 - 勝ちグセ。サンデー恋すぽ（広島ホームテレビ）
- 26日 - FOOT×BRAIN（テレビ東京）全国ネット撤退（番組はテレビ東京・BSジャパンで継続）
- 31日 - ウマイハナシ（フジテレビ）

4月
- 1日
  - Sportsプラス（NHK総合）
  - ネオスポーツ the documentary!（テレビ東京）[注 5]
- 2日（1日深夜） - すぽると!（フジテレビ）[2]

9月
- 28日 - 地元スポーツ応援団スポッち!（東北放送）

12月
- 25日
  - うまズキッ!（24日深夜、フジテレビ）
  - スポーツサンデー（テレビ朝日）

### 開始番組
3月
- 25日
  - HAWKS BASEBALL PARK（FOX / FOXスポーツ&エンターテイメント）※改題
  - LIONS BASEBALL L!VE（フジテレビTWO）放映権移行に伴い開始[注 6]
- 28日 - 虎ノトラの巻（毎日放送）

4月
- 2日 - 追跡LIVE!Sports ウォッチャー（テレビ東京）
- 3日[注 7] - スポーツLIFE HERO'S（フジテレビ）
  - 4日（3日深夜） - スポーツLIFE HERO'S PLUS（フジテレビ）※『すぽると!PLUS』より改名
- 3日 - 小橋絵利子のスマイルGOLF（山陽放送）[49]
- 5日 - グッと!スポーツ（NHK総合）
- 8日 - 中畑清 熱血!スポーツ応援団（BS11）
- 10日 - スポーツサンデー（テレビ朝日）
- 12日（11日深夜） - スポーツジャングル（フジテレビ）[50]
- 13日 - PARA☆DO!〜その先の自分へ〜（フジテレビ）[51]
- 25日（24日深夜） - コンサ梟の穴（北海道放送）[52]

5月
- 19日 - スポーツが好きだ!〜私の「チカラの源」〜（TBS）
- 21日 - 全力!桃子チャンネル ～上田桃子が伝えたいコト～（BS朝日）※月1回[53]
- 30日（29日深夜） - つば九郎タイムス（フジテレビONE）

- 7月2日 - Jのスゴワザ（テレビ朝日）

- 10月5日 - 戦え!スポーツ内閣（毎日放送）[54]

- 11月11日 - ぼくらはマンガで強くなった〜SPORTS×MANGA〜（NHK BS1）レギュラー放送開始

### 期間限定番組
- 3月15日（14日深夜） - 29日（28日深夜）、5月3日（2日深夜） - 17日（16日深夜）、創刊!読むスポーツ ヨムスポ（テレビ東京）[55]
- 4月1日 - 6月24日、10月7日 - 12月23日、週末は…ウマでしょ!（フジテレビ）
- 4月2日 - 5月23日（22日深夜）、つなげリオへ!噂にアタックNo.1（フジテレビ）
- 6月1日 - 8月31日、30thみんなの北海道マラソン（北海道文化放送）[56]
- 10月7日 -、野球の未来へ。侍ジャパン（TBSテレビ）[57]
- 11月4日 - 25日、キュンメシ!（読売テレビ）[58]
- 11月7日 - 、東京オリパラ団（NHK BS1）[59]

### 再開番組
- 4月16日（15日深夜） - 、FUJIYAMA FIGHT CLUB（フジテレビ）[60]
- 10月7日 - 2017年3月24日、熱血!!タイガース党（サンテレビ）
- 10月16日 - 2017年3月26日、Vメシ!（フジテレビ）第2期[注 8]

## バラエティ番組

### 終了番組

#### 2月
- 19日 - バチッと!爆ハリ!（千葉テレビ放送）
- 23日 - ペケポンプラス（フジテレビ）

#### 3月
- 5日 - 有吉のニッポン元気プロジェクトおーい!ひろいき村 (フジテレビ)
- 6日 - 駆け込みドクター!運命を変える健康診断（TBS）
- 8日 - ロンドンハーツ（テレビ朝日）※枠移動・改題に伴う
- 11日 - コレ考えた人、天才じゃね!? 〜今すぐ役立つ生活の知恵、集めました〜（テレビ東京）
- 14日 - 私の何がイケないの?（TBS）[61][62]
- 16日 - ナニコレ珍百景（テレビ朝日）
- 17日 - ごきげん歌謡笑劇団（NHK総合）
- 18日
  - EG-style（17日深夜、フジテレビ）
  - 妄想ニホン料理（NHK総合）
  - ネプ&イモトの世界番付（日本テレビ）
  - 巷のリアルTV カミングアウト!（フジテレビ）[63]
  - ナイトシャッフルG（福岡放送）
  - うまんちゅイチャリバTV ゆがふぅふぅ（沖縄テレビ）
- 19日
  - 学校再発見バラエティー あほやねん すきやねん（NHK大阪放送局 / NHK総合・関西地域）[64]
  - 名古屋ほじくりバラエティ ザキロバケイコ（メ〜テレ）
  - 探Q!Aトリップ（テレビ愛知）
  - 情報バラエティ 土曜コロシアム（テレビ愛知）
- 20日（19日深夜） - 次ナルTV（フジテレビ）※枠移動・改題・リニューアルに伴う
- 22日
  - Eテレ・ジャッジ（NHK Eテレ）
  - ラストキス〜最後にキスするデート（TBS）
- 23日（22日深夜） - 淳・ぱるるの○○バイト!（フジテレビ）
- 24日 - 櫻井有吉アブナイ夜会（TBS）※改題・リニューアルに伴う
- 25日
  - アリよりのアリ（24日深夜、TBS）
  - いらこん（24日深夜、フジテレビ）
- 26日
  - KAT-TUNの世界一タメになる旅!（25日深夜、TBS）[65]
  - マサカメTV（NHK総合）
  - ポンコツ&さまぁ〜ず（テレビ東京）※改題・リニューアルに伴う
- 27日
  - ざっくりハイタッチ（26日深夜、テレビ東京）
  - こそこそチャップリン（26日深夜、テレビ東京）
  - ジモイチドライブ〜地元の一番でおもてなし旅〜（朝日放送）
  - HKT48のごぼてん!（テレビ西日本）
- 28日 - ごきげん!ブランニュ（朝日放送）
- 29日
  - 決め方TV（28日深夜、テレビ朝日）
  - 有吉AKB共和国（28日深夜、TBS）
  - ごぶごぶ（毎日放送）
  - スパーク オン ウェイヴ（テレビ大分）
  - 柳家喬太郎のようこそ芸賓館（BS11）※枠移動・改題・リニューアルに伴う
- 31日
  - なら婚（30日深夜、日本テレビ）
  - ライオンのごきげんよう（フジテレビ）

#### 4月
- 1日（3月31日深夜） - アフロの変（フジテレビ）
- 3日（2日深夜）
  - ガムシャラ!（テレビ朝日）
  - ブラマヨとゆかいな仲間たち アツアツっ!（テレビ朝日）

#### 6月
- 26日 - 超D.プリカスZ（BS朝日）
- 30日（29日深夜） - オトナの!（TBS）

#### 7 - 8月
- 7月1日（6月30日深夜） - ヨソで言わんとい亭〜ココだけの話が聞ける㊙料亭〜（テレビ東京）※改題・リニューアルに伴う
- 8月17日 - 真相解明バラエティー! トリックハンター（日本テレビ）[66]

#### 9月
- 11日 - 明日言いたくなる話（BS日テレ）[67]
- 13日 - 所さんのニッポンの出番!（TBS）
- 15日 - 指原カイワイズ（14日深夜、フジテレビ）
- 22日 - いきなり!黄金伝説。（テレビ朝日）
- 24日 - GO!オスカル!X21（23日深夜、テレビ朝日）※改題・リニューアルに伴う
- 24日・25日 - さんまのまんま（関西テレビ）レギュラー終了（関西テレビ:24日、フジテレビ:25日）
- 25日 - ワイドナB面（フジテレビ）※東野幸治出演の裏番組放送枠移動のため
- 26日
  - 博多華丸のもらい酒みなと旅（25日深夜、テレビ東京）
  - 笑点デラックス（BS日テレ）※改題・リニューアルに伴う
- 27日 - 愛され女と独身有田〜運命を変える婚活TV〜（26日深夜、日本テレビ）
- 27日・30日 - ビックラコイタ箱（中京テレビ）（中京テレビ:27日、日本テレビ:30日（29日深夜））
- 28日
  - キスマイ魔ジック（27日深夜、テレビ朝日）※改題・リニューアルに伴う
  - 今夜もドル箱V（27日深夜、テレビ東京）※改題・リニューアルに伴う
- 29日 - 聞きにくい事を聞く（28日深夜、テレビ朝日）

#### 11月
- 27日 - 大改造!!劇的ビフォーアフター SeasonII（朝日放送）※以後は特番化[68]

#### 12月
- 19日 - ご対面バラエティー 7時にあいましょう（TBS）[69]
- 24日 - 新チューボーですよ!（TBS）[70][71]
- 26日
  - （25日深夜） - ベビスマ（フジテレビ）
  - SMAP×SMAP（関西テレビ・フジテレビ）[72][73]

### 開始番組

#### 1月
- 5日 - 雨上がりの「Aさんの話」〜事情通に聞きました!〜（朝日放送）※改題・リニューアル
- 22日（21日深夜） - 内村てらす（日本テレビ）

#### 3月
- 28日 - 超ドSナイト（静岡放送）

#### 4月
- 2日
  - 超ポンコツ&さまぁ〜ず（テレビ東京）※改題・リニューアル
  - じわじわチャップリン（テレビ東京）※改題
  - 究クエ! 愛媛を知り尽くせ!究極クエスチョン（南海放送）[74]
- 3日 - おはよう!アンパンマン（BS日テレ）[75]
- 5日 - ケンゴローサーカス団（毎日放送）
- 6日（5日深夜） - 鶴ツル（あいテレビ）
- 7日
  - 櫻井・有吉 THE夜会（TBS）※改題・リニューアル
  - お笑い演芸館（BS朝日）レギュラー化
  - 関根勤 KADENの深い夜（BS11）
- 8日 - 金曜★ロンドンハーツ（テレビ朝日）※枠移動、改題
- 9日
  - かたらふ〜ぼくたちのスタア〜（フジテレビ）[76]
  - 気になる"数字"を徹底リサーチ ホンネDEジャパン!（BS-TBS）
- 10日
  - イマドキ男子冒険バラエティ 真夜中のプリンス（9日深夜、テレビ朝日）
  - あるある議事堂（9日深夜、テレビ朝日）[77]
  - まとめないで!!（9日深夜、テレビ朝日）[77]
  - ドヨルのエージェントWEST!（9日深夜、朝日放送）
  - じもてぃ愛情マップ みんな すきやねん!（NHK大阪放送局 / NHK総合・関西地域）[78]
  - ハッキリ5〜そんなに好かれていない5人が世界を救う〜（朝日放送）※レギュラー化
  - スパーク魂（テレビ大分）
- 11日
  - 橋下×羽鳥の番組（テレビ朝日）
  - 柳家喬太郎のイレブン寄席（BS11）※枠移動し改題、リニューアル
- 14日
  - 次ナルTV-G（13日深夜、フジテレビ）※枠移動し改題、リニューアル
  - 世界!ニッポン行きたい人応援団（テレビ東京）※レギュラー化
- 15日 - 福岡夢実現バラエティー 頑張るキミに花束を!（福岡放送）
- 17日（16日深夜） - はくがぁる（テレビ朝日）[79]
- 22日
  - MATSUぼっち（21日深夜、フジテレビ）[80]
  - ＃ハイ ポール（21日深夜、フジテレビ）[76]
- 23日
  - NEWSな2人（22日深夜、TBS）※レギュラー化
  - 超ハマる!爆笑キャラパレード（フジテレビ）[76]
  - いいすぽ!（フジテレビONE）
- 24日 - 珍種目No.1は誰だ!? ピラミッド・ダービー（TBS）※レギュラー化
- 25日 - ご対面バラエティー 7時にあいましょう（TBS）
- 26日 - 万年B組ヒムケン先生（25日深夜、TBS）
- 27日 - モシモノふたり〜タレントが“おためし同居生活”してみました〜（フジテレビ）[76]
- 29日（28日深夜） - ザキとロバ（メ〜テレ）[81]

#### 5月
- 6日 - 究極の○×クイズSHOW!!超問!真実か?ウソか?（日本テレビ）
- 7日 - ガッチャンコバラエティ(6日深夜、北海道放送)[注 9][82][83]
- 8日 - ますだおかだのオモログ（関西テレビ）[84]
- 10日 - 有田ジェネレーション（9日深夜、TBS）

#### 7月
- 2日（1日深夜） - オタ恋（BS朝日）[85]
- 3日 - スター☆ドリーマーズ（BS朝日）※『超D.プリカスZ』を改題・リニューアル[86]
- 5日 - みんなでつくる『みんチャン!』（TOKYO MX）[87]
- 7日（6日深夜） - ゲーム実況バラエティ てつたくハウス（北海道テレビ放送）[88]
- 8日（7日深夜） - じっくり聞いタロウ〜スター近況㊙報告〜（テレビ東京）※改題・リニューアル[89]
- 11日 - タカトシ牧場+ご当地おとどけか!?（北海道文化放送）[90]

#### 8月
- 4日深夜 - ダレヤネン!（三重テレビ放送）
- 15日 - 好きか嫌いか言う時間（TBS）レギュラー化

#### 9月
- 7日 - 1周回って知らない話（日本テレビ）レギュラー化[91]
- 30日 - 超かわいい映像連発!どうぶつピース!!（テレビ東京）[92]

#### 10月
- 2日
  - 帰れまサンデー（テレビ朝日）
  - 帰れまサンデー プラス（テレビ朝日）
  - さまぁ〜ずの神ギ問（フジテレビ）日曜昼枠進出[93]
  - 車あるんですけど…?（テレビ東京）
- 3日
  - 博多華丸のもらい酒みなと旅2（2日深夜、テレビ東京）新シリーズ開始
  - 真麻のドドンパッ!（BS日テレ）[94]
- 4日
  - テレ東のさしめし〜芸能人と「さしめし」しませんか?〜（3日深夜、テレビ東京）[95]
  - 採用!フリップNEWS（中京テレビ）[96][注 10]
- 5日（4日深夜）
  - キスマイレージ（テレビ朝日）[97]
  - 激!今夜もドル箱（テレビ東京）
- 6日（5日深夜） - なら≒デキ（テレビ朝日）
- 7日 - コサキンのラジオごっこ（MONDO TV）[98]
- 8日（7日深夜） - オスカル!はなきんリサーチ（テレビ朝日）
- 9日（8日深夜） - アップデート大学（テレビ朝日）[99]
- 10日（月曜）・11日（火曜） - 笑点 なつかし版（BS日テレ）
- 11日 - 結婚式、挙げてみませんか?（BSジャパン）[100]
- 13日（12日深夜）
  - さしこく〜サシで告白する勇気をあなたに〜（フジテレビ）[101]
  - まだ水曜でしょ（テレビ北海道）[注 2]
- 14日（13日深夜） - OHA OHA アニキ（テレビ東京）[102]
- 16日
  - 日曜もアメトーーク!（テレビ朝日）
  - クイズ☆スター名鑑（TBS）[注 11]
- 18日 - 有吉弘行のダレトク!?（関西テレビ）枠拡大（23時台→22時台へ移動）[93]
- 19日
  - 発掘!お宝ガレリア（NHK総合）レギュラー化
  - 超入門!落語 THE MOVIE（NHK総合）[103]
- 25日 - ＃nakedEve（関西テレビ）[93]
- 28日 - その原因、Xにあり!（フジテレビ）[93][104]

#### 11月
- 4日 - 週末の本音タイム 金曜日くらい褒められたい（BS朝日）
- 5日 - おかべろ（関西テレビ）[105]
- 6日 - フルタチさん（フジテレビ）[93][106][107]
- 8日 - 今夜はナゾトレ（フジテレビ）[93]
- 9日（8日深夜） - トーキングフルーツ（フジテレビ）[107]

#### 12月
- 9日 - AKB48チーム8のあんた、ロケロケ!（テレ朝チャンネル1 ドラマ・バラエティ・アニメ）

### 期間限定番組
- 1月5日（4日深夜） - 6月25日（24日深夜）、鷲見玲奈、お肉 吟じます。（テレビ東京）[108]
- 1月12日（11日深夜） - 3月29日（28日深夜）、HKT48 vs NGT48 さしきた合戦（日本テレビ）
- 1月14日（13日深夜） - 3月31日（30日深夜）（1）・7月21日（20日深夜） -（2）、アイキャラ（日本テレビ）
- 1月19日 - 3月15日、食卓のぞき見バラエティ 潜入!ウワサの大家族（関西テレビ）※改題・リニューアル
- 3月7日 - 28日、わたしはワケあり成功者〜ドン底からの逆転学〜（テレビ東京）
- 4月4日 - 6月27日、夕ぎりゲーム学園（テレビ東京）全13回
- 4月8日（7日深夜） - 9月30日（29日深夜）、変ラボ（日本テレビ）レギュラー化
- 4月11日 - 7月25日、直撃!コロシアム!! ズバッと!TV（TBS）
- 4月12日（11日深夜） - 10月11日（10日深夜）、EXD44（テレビ朝日）
- 4月13日 - 10月12日、総合診療医ドクターG（NHK総合）第7シリーズ
- 4月17日（16日深夜） - 9月25日（24日深夜）、やりすぎ!ピンポン代行社（テレビ朝日）
- 4月22日 - 8月26日、幸せ追求バラエティ 金曜日の聞きたい女たち（フジテレビ）
- 4月26日 - 8月30日、人気者から学べ そこホメ!?（フジテレビ）
- 4月26日 - 9月20日、ニッポンのぞき見太郎（関西テレビ）
- 5月2日 - 16日、アナタの前で言わせて下さい コレつくったの私です（テレビ東京）[109]全3回
- 6月13日 - 7月4日、誰にも話してないんですが、実は… 〜すべてがリアルなカミングアウト〜（テレビ東京）[110]全4回
- 7月5日（4日深夜） - 9月27日（26日深夜）、KEYABINGO!（日本テレビ）[111]
- 7月10日（9日深夜） - 8月7日（6日深夜）、ジュウブンノサン（日本テレビ）
- 7月19日（18日深夜） - 12月20日（19日深夜）、NEO決戦バラエティ キングちゃん（テレビ東京）
- 7月26日（25日深夜） - 8月9日（8日深夜）、これが私の母ちゃんです!街行く人の気になる母ちゃんをアポなし突撃!（テレビ東京）[112]
- 9月6日（5日深夜） - 11月22日（21日深夜）、幕末☆PRINCE（中京テレビ、全12回）[113]
- 8月16日（15日深夜） - 8月30日（29日深夜）、ドキドキ宅配便 それ、届けにいきませんか?（テレビ東京）[114]
- 9月6日（5日深夜） - 9月17日（16日深夜）、アナタしか知らない雑学教えてください!（テレビ東京）[115]
- 10月4日（3日深夜） - 10月18日（17日深夜）、コレって私、悪くないよね?（テレビ東京）[116]
- 10月14日（13日深夜） - 2017年3月予定、佳代子の部屋 〜真夜中のゲーム会議〜（フジテレビ）[117]
- 10月19日（18日深夜） - 12月7日（6日深夜）、さよなら、フーテン人生〜フーテン達が自分を変える720時間山ごもり〜（日本テレビ）

### 再開番組
- 1月8日 - 3月25日（第12期）・4月1日 - 6月（第13期）・6月 - 8月（第14期）、七人のコント侍（NHK BSプレミアム）
- 1月9日（8日深夜） - 4月2日（1日深夜）、ウレロ☆無限大少女（テレビ東京）シーズン4
- 1月19日（18日深夜） - 3月29日（28日深夜）（3）・7月21日（20日深夜） - 9月29日（28日深夜）（4）、恋んトス（TBS）
- 4月7日 - 2017年3月、LIFE!〜人生に捧げるコント〜（NHK総合）series-4
- 4月12日（11日深夜） - 6月28日（27日深夜）（6）・10月11日（10日深夜） - 12月予定（7）、NOGIBINGO!（日本テレビ）
- 10月2日 - バナナマンのせっかくグルメ!!（TBS）シーズン2

## 音楽番組

### 終了番組
- 3月10日 - 木曜8時のコンサート〜名曲!にっぽんの歌〜（テレビ東京）※枠移動に伴う
- 3月15日 - NHK歌謡コンサート（NHK総合）※改題・枠拡大に伴う
- 3月21日（20日深夜） - 魁!音楽の時間（フジテレビ）※改題・リニューアルに伴う
- 3月31日（30日深夜） - MUSIC LAUNCHER（千葉テレビ放送）
- 4月4日（3日深夜） - MUSIC JAPAN（NHK総合）
- 9月25日 - Disco Train（TOKYO MX）※レギュラー放送終了（同年10月からは月1回の放送に格下げ。放送時間も55分→30分に短縮）
- 12月23日（22日深夜） - 秘密のグリーンルーム（テレビ朝日）

### 開始番組

#### 1 - 3月
- 1月5日（4日深夜） - 秘密のグリーンルーム（テレビ朝日）
- 3月28日 - FNSうたの春まつり（フジテレビ）

#### 4月
- 4日 - 由紀さおりの素敵な音楽館（BS-TBS）
- 6日 - おんがく交差点（BSジャパン）
- 8日 - 芸能人対抗!家族のキズナ歌合戦（BS日テレ）※改題・レギュラー化
- 9日 - 歌う!SHOW学校（NHK総合）
- 11日（10日深夜） - 魁!ミュージック（フジテレビ）
- 12日 - うたコン（NHK総合）
- 20日（19日深夜） - Good Time Music（TBS）
- 24日 - シブヤノオト（NHK総合）[118]
- 30日（29日深夜） - NAOMIの部屋（NHK総合）[118]

#### 7月
- 1日 - 音楽の架け橋〜音がつむぐストーリー〜（フジテレビ）[119]
- 8日 - 夢のスター歌謡祭（BSフジ）[120]

#### 10月
- 8日 - 歌え!昭和のベストテン（BS日テレ）[121]
- 13日（12日深夜） - NUDEな音楽（北海道文化放送）[注 2][122]
- 13日 - 昭和歌謡ベストテン（BS-TBS）[123]
- 15日 - 〜歌のワイドショー〜音楽の森（テレビ東京）[124]

### 期間限定番組
- 4月15日 - 9月9日、金曜7時のコンサート〜名曲!にっぽんの歌〜（テレビ東京）※枠移動に伴い改題・拡大
- 4月23日 - 9月3日、バナナ♪ゼロミュージック（NHK総合）※レギュラー化、第1期
- 10月22日 - 12月17日、バナナ♪ゼロミュージック CHOICE×CHOICE（NHK総合）※傑作選（10分に凝縮）
- 11月6日 - 音ドキッ!（北海道放送、5日深夜）※レギュラー化[125]

## 単発特別番組枠
終了番組
- 3月5日 - 土曜スペシャル（フジテレビ）
- 9月18日 - 日曜ファミリア（フジテレビ）[106]

開始番組
- 4月2日 - 土チャレ（フジテレビ）
- 10月 - ご当地レジェンド（BSフジ）

## 再放送枠
終了番組
- 9月30日 - 10時リピート（TBS）

開始番組
- 10月3日 - メディアミックスα（フジテレビ）